# Deșkovîțea, Irșava
Deșkovîțea (în ucraineană Дешковиця) este un sat în comuna Brid din raionul Irșava, regiunea Transcarpatia, Ucraina.

## Demografie
Componența lingvistică a localității Deșkovîțea
     Ucraineană (99,57%)
     Alte limbi (0,43%)
Conform recensământului din 2001, majoritatea populației localității Deșkovîțea era vorbitoare de ucraineană (99,57%), existând în minoritate și vorbitori de alte limbi.